# Phoradendron parietarioides
Phoradendron parietarioides är en sandelträdsväxtart som beskrevs av Trelease. Phoradendron parietarioides ingår i släktet Phoradendron och familjen sandelträdsväxter. Inga underarter finns listade i Catalogue of Life.